# Fabriciana mandschurica
Fabriciana mandschurica är en fjärilsart som beskrevs av Belter 1935. Fabriciana mandschurica ingår i släktet Fabriciana och familjen praktfjärilar. Inga underarter finns listade i Catalogue of Life.